# Pokémon XD: Gale of Darkness
Pokémon XD: Gale of Darkness (ポケモンXD 闇の旋風ダーク・ルギア, Pokemon Ekkusudī Yami no Kaze Dāku Rugia) é o segundo game 3D de Pokémon para o GameCube. É a continuação de Pokémon Colosseum e também se passa na região de Orre.

## Gameplay
Basicamente, é a mesma coisa que o Colosseum: tem um Story Mode, um modo para batalhas aleatórias (semelhante ao Battle Now do Colosseum) e um modo para se conectar e batalhar com Pokémon Ruby, Sapphire, FireRed, LeafGreen e Emerald. A única diferença nisso em relação ao antecessor é que não há mais o Mt. Battle VS. 100 e o Colosseum Challenge, onde você podia enviar monstrinhos dos cartuchos ou do Story Mode para usá-los nesses desafios.

## Enredo
Cinco anos se passaram desde que Wes e Rui salvaram Orre dos Cipher e os baniram. Um garoto chamado Michael, junto com seu Eevee, vão descobrir que os Cipher estão de volta e agora com uma nova arma: um Pokémon Shadow que se diz impurificável com o codinome de XD001. Michael vive no Pokémon HQ Lab, onde o Prof. Krane, o perito Pokémon da Região é seqüestrado e agora Michael tem que salvá-lo. Atravessando Orre, encontrando velhos amigos, e inimigos também, Michael vai além do resgate do professor e começa a capturar os Shadow Pokémon, incluindo o XD001 e purificar todos.
Orre
O jogo se passa na região de Orre. É uma região predominantemente desértica onde quase nenhum Pokémon selvagem pode ser encontrado.  Orre consiste em muitas cidades, vilas e Coliseus.

## Personagens Principais
Michael (Ryuuto)
Este garoto de cerca de 12 anos é o herói do jogo. Ele vive no Pokémon HQ Lab com sua irmã Jovi, sua mãe Lily e o Prof. Krane. Ele e seu Pokémon inicial, Eevee irão combater os Cipher, capturar os Pokémon Shadow e purificá-los, inclusive o XD001.
Eevee
É o Pokémon inicial de Michael, ele o recebeu do pai quando era mais novo.
Jovi (Mana)
É a irmã superdotada de Michael. Ela é um pouco hiperativa e adora ser o centro das atenções. Ela normalmente vai à casa do Prof. Kaminko para ver suas invenções. Ela se refere a si mesma na terceira pessoa.
Lily (Lilia)
É a mãe de Michael que trabalha junto com o Prof. Krane no laboratório. Quando Krane é seqüestrado, ela comanda o time de cientistas para terminar a Purification Chamber.
Prof. Krane
É o perito Pokémon de Orre. Ele é seqüestrado e Michael tem que salvá-lo.É ele quem entrega a Michael a Master Ball, a Pokéball com 100% de chance de captura, para capturar o XD001.
Mr. Verich/Master Greevil (Master Deathgold)
O chefe dos Cipher em XD e provavelmente o mentor de todos os Cipher em Pokémon Colosseum é baixo e tem dois filhos guarda-costas: Ardos e Eldes. Ele se disfarça como uma boa pessoa chamada Mr. Verich, que ajuda a todos em Gateon Port. Ele tem um time cheio de Pokémon Shadow e se entrega à Polícia após a bataha contra Michael, graças a Eldes.
Ardos e Eldes
Os dois filhos de Greevil são totalmente diferentes um do outro. Ardos acredita que o plano dos Pokémon Shadow vai dar certo e tenta convencer seu pai a destruir Citadark Island com Micael preso nela. Seu irmão, Eldes, é mais amigável que Ardos e tenta convencer seu pai que é melhor se entregar para a polícia.
XD001 Lugia
É o projeto de um Pokémon Shadow impurificável. Na verdade, é possível purificá-lo maximizando o Tempo em todas as nove câmaras da Purify Chamber.
Snattle
É o chefe executivo dos Cipher e adora poder. Greevil prometeu para ele que caso o plano dos Pokémon Shadow tivesse sucesso, ele poderia governar Orre.
Lovrina
É uma jovem Admin dos Cipher de apenas 19 anos que tem duas grandes faixas de cabelo rosa descendo até o joelho. Tem um temperamento adolescente e às vezes nervoso. Tenta convencer Michael e o Prof. Krane de se juntarem aos Cipher, mas falha.
Gorigan
Outro Admin dos Cipher. Forte, ele lidera os Cipher que trabalham no Cipher Key Lair. Ele é um pouco cômico e age como um gorila.
Gonzap
Ele ainda lidera o Team Snagem. Ele acaba se tornando amigo de Michael e o ajuda a se infriltar no Cipher Key Lair.
Miror B.
Ele está de volta! E agora com um Black-power ainda maior! Ele é um fugitivo, mas sempre que você falha ao capturar um Pokémon Shadow, você pode batalhar com ele e capturar o mesmo Pokémon com ele.

## Mudanças em relação a Colosseum
Há várias mudanças que fazem de XD um jogo muito diferente de Pokémon Colosseum. A primeira delas é a possibilidade de capturar Pokémon selvagens nos novos Pokéspots. Colocando um pouco de pokésnacks, um tipo de isca, em alguns lugares, é possível encontrá-los e capturá-los. Mas tome cuidado! Às vezes não é um Pokémon selvagem, mas sim um Munchlax que come suas iscas, mas se ele fizer isso, sua dona aparecerá e te dará novos pokésnacks para compensar os danos.
Outra diferença são os ataques Shadow. Além do antigo Shadow Rush, há vários outros ataques Shadow, e todos são super-efetivos contra Pokémon normais. Além disso, há 83 Shadow Pokémon, quase o dobro do número desses em Colosseum.
A mais importante das diferenças é a Purify Chamber. Aqui é possível colocar um Pokémon Shadow em uma câmara junto com quatro monstrinhos puros para purificá-lo mais rápido. Essa máquina consiste em duas estatísticas: Flow (o número de monstrinhos puros na câmara) e Tempo (a efetividade do tipo do Pokémon sobre o outro). Quanto maiores o Flow e Tempo, mais rápido seu Pokémon Shadow se purificará.
Após receber o Disc case de uma Cipher em Phenac e conseguir alguns discos, você pode simular batalhas na Realgam Tower. Semelhante a isso há o Battle Bingo, um mini-game que é baseado na captura de Pokémon virtuais e usá-los para batalha.

## Legado
Usando uma fonte brasileira, na revista Nintendo World, Pokémon XD recebeu nota 8, mais alta que seu antecessor, Pokémon Colosseum. No site IGN.com, Pokémon XD recebeu nota 8.1 dos jogadores que compraram e 7.1 da imprensa.